# فرودگاه لانگ للانگ
فرودگاه لانگ للانگ (به انگلیسی: Long Lellang Airport) (به زبان بومی: Lapangan Terbang Long Lellang) یک فرودگاه همگانی با کد یاتا LGL است که یک باند فرود آسفالت دارد و طول باند آن ۷۸۰ متر است. این فرودگاه در کشور مالزی قرار دارد و در ارتفاع ۴۲۶ متری از سطح دریا واقع شده است.

## شرکت‌های هواپیمایی و مقصدهای پروازی
| شرکت‌های هواپیمایی                 | مقصدهای پروازی |
| --------------------------------- | -------------- |
| مالزی ایرلاینز اجرا توسط MASwings | مارودی، میری   |